# HD 19826
HD 19826，又名CD-24 1480，SAO 168354、HR 953，是一颗恒星，视星等为6.38，位于銀經214.63，銀緯-58.5，其B1900.0坐标为赤經3h 6m 11s，赤緯-24° -58.5′ 6″。